# NGC 7349
NGC 7349 este o galaxie situată în constelația Vărsătorul. A fost descoperită în 1886 de către Frank Muller. Se află la o distanță de 46,13 de megaparseci de Pământ.